# 平方微米
平方微米（符號為µm²）是面積的公制單位（SI Unit），其定義是「邊長為1微米的正方形的面積」。

## 單位轉換
| 1平方微米(1µm²)等於： - 0.00000001cm² - 0.000001mm² - 1000000nm² | (1cm²=100000000µm²) (1mm²=1000000µm²) (1nm²=0.000001µm²) |

## 参看
- 国际单位 - 长度单位 - 时间长度比较 - 数量级 - 单位转换
- 平方千米 - 公頃 - 公畝 - 平方米 - 平方厘米 - 平方毫米